# Shuangqing
Shuangqing är ett stadsdistrikt och säte för stadsfullmäktige i Shaoyang i Hunan-provinsen i södra Kina.